# Beatrice Tudor
Beatrice Tudor (n. 22 decembrie 1969

) este un deputat român, ales în 2016. 